# Spiritchaser
Spiritchaser je sedmi studijski album australsko-britanske skupine Dead Can Dance i njezin posljednji prije ponovnog okupljanja i objave albuma Anastasis 16 godina kasnije. Diskografske kuće 4AD i Warner Bros. Records objavile su ga 3. lipnja 1996. u Australiji i 25. lipnja 1996. u SAD-u. Glazbeni je stil ponovno posvećen etnoglazbi, a poput prethodnog uratka Into the Labyrintha snimljen je u Quivvy Churchu, Perryjevom studiju u Irskoj.
Posvećen je Marku Gerrardu, preminulom bratu Lise Gerrard, i Eleanor Vormehr.
Skladba "Indus" sadrži melodiju koja je vrlo slična onoj u Beatlesovoj "Within You Without You", pjesmi koju je George Harrison 1967. godine napisao i snimio s indijskim glazbenicima. Iako sličnost nije bila namjerna, Perry i Gerrard morali su kontaktirati s Harrisonom i pitati ga smiju li se poslužiti melodijom; dopustio im je, no diskografska kuća inzistirala je na tome da potpišu njegovo ime u popis zasluga.

## Popis pjesama
Tekstovi i glazba: Brendan Perry i Lisa Gerrard, osim na pjesmi "Indus", na kojoj su zasluge pripisane i Georgeu Harrisonu. 
| 1.    | »Nierika«                  | 5:44  |
| 2.    | »Song of the Stars«        | 10:13 |
| 3.    | »Indus«                    | 9:23  |
| 4.    | »Song of the Dispossessed« | 4:55  |
| 5.    | »Dedicacé Outò«            | 1:14  |
| 6.    | »The Snake and the Moon«   | 6:11  |
| 7.    | »Song of the Nile«         | 8:00  |
| 8.    | »Devorzhum«                | 6:13  |
| 51:57 |                            |       |

## Recenzije
Ned Raggett, glazbeni recenzent s mrežnog mjesta AllMusic, dodijelio je albumu četiri zvjezdice od njih pet i komentirao: "Posljednji album Dead Can Dancea, Spiritchaser, pomalo je neuobičajen uradak – nije anomalija kao prvi album, no čuje se da duo želi raširiti krila, koliko god to bilo suptilno. Različite Perryjeve i Gerrardine privatne i kreativne nesuglasice nisu ih spriječile u stvaranju još jednog dobrog albuma, iako je prisutan snažan dojam da je grupa stigla do logičnog završetka. U suštini, Spiritchaser više sažima nego što se kreće unaprijed; sastoji se od svih uobičajenih elemenata koji čine album Dead Can Dancea, ali ne istražuje što se sve drugo može postići."
Mrežno mjesto Sputnikmusic dodijelilo mu je 4,5 boda od njih pet uz komentar da je "vrlo dobar album s afričkom tematikom; udaraljke i pjevanje doista su izvrsni".

## Zasluge
| Dead Can Dance - Brendan Perry – pjevanje, većina glazbala, produkcija - Lisa Gerrard – pjevanje, većina glazbala, produkcija Ostalo osoblje - Chris Bigg – umjetnički direktor, dizajn - Kevin Westenberg – fotografija - Klaus Vormehr – tonska obrada (na pjesmama 1 i 5) | Dodatni glazbenici - Renaud Pion – turski klarinet (na pjesmi "Indus") - Peter Ulrich – udaraljke (na pjesmama 1 i 5) - Lance Hogan – udaraljke (na pjesmama 1 i 5) - Ronan O'Snodaigh – udaraljke (na pjesmama 1 i 5) - Robert Perry – udaraljke (na pjesmama 1 i 5) |